# Episodi di Rango
La prima e unica stagione della serie televisiva Rango è andata in onda negli Stati Uniti dal 13 gennaio 1967 al 5 maggio 1967 sulla ABC.
| nº | Titolo originale                                                | Prima TV USA     |
| -- | --------------------------------------------------------------- | ---------------- |
| 1  | Rango the Outlaw                                                | 13 gennaio 1967  |
| 2  | The Daring Holdup of the Deadwood Stage                         | 20 gennaio 1967  |
| 3  | The Town Tamer                                                  | 27 gennaio 1967  |
| 4  | Gunfight at the K.O. Saloon                                     | 3 febbraio 1967  |
| 5  | The Spy Who Was Out Cold                                        | 10 febbraio 1967 |
| 6  | What's a Nice Girl Like You Doing Holding Up a Place Like This? | 17 febbraio 1967 |
| 7  | Requiem for a Ranger                                            | 24 febbraio 1967 |
| 8  | Diamonds Look Better Around Your Neck Than a Rope               | 3 marzo 1967     |
| 9  | My Teepee Runneth Over                                          | 10 marzo 1967    |
| 10 | The Not-So-Good Train Robbery                                   | 17 marzo 1967    |
| 11 | Viva Rango                                                      | 24 marzo 1967    |
| 12 | It Ain't the Principle, It's the Money                          | 31 marzo 1967    |
| 13 | Shootout at Mesa Flats                                          | 7 aprile 1967    |
| 14 | In a Little Mexican Town                                        | 14 aprile 1967   |
| 15 | If You Can't Take It With You, Don't Go                         | 21 aprile 1967   |
| 16 | You Can't Scalp a Bald Indian                                   | 28 aprile 1967   |
| 17 | The Rustlers                                                    | 5 maggio 1967    |

## Rango the Outlaw
- Prima televisiva: 13 gennaio 1967

### Trama
- Guest star: Ted de Corsia (Butch Durham), Ned Romero (Hocker), Herbie Faye (negoziante), John Cliff (Crandall), Michael Carr (caporale Medwin)

## The Daring Holdup of the Deadwood Stage
- Prima televisiva: 20 gennaio 1967

### Trama
- Guest star: Roxanne Arlen (Stella), Troy Melton (conducente della diligenza), Leo Gordon (Slade), Kent Taylor (Bancroft), Ernie Anderson (predicatore), Parley Baer (Wilkins)

## The Town Tamer
- Prima televisiva: 27 gennaio 1967

### Trama
- Guest star: Paul Richards (Duke), Robert Strauss (Blackie)

## Gunfight at the K.O. Saloon
- Prima televisiva: 3 febbraio 1967

### Trama
- Guest star: Joan Staley (Lilly), Howard Caine (Gaylord Ashton), Dabbs Greer (sceriffo Simmons)

## The Spy Who Was Out Cold
- Prima televisiva: 10 febbraio 1967

### Trama
- Guest star: Paul Mantee (Carter), John Harmon (Stacey)

## What's a Nice Girl Like You Doing Holding Up a Place Like This?
- Prima televisiva: 17 febbraio 1967

### Trama
- Guest star: Richard Deacon (Pennypacker), Carolyn Jones (Belle Starker), Ruben Moreno (Cisco), Peter Leeds (Raven), Michael Carr (caporale Atkins)

## Requiem for a Ranger
- Prima televisiva: 24 febbraio 1967

### Trama
- Guest star: Larry D. Mann (Purcell), Larry Pennell (Larkin), Billy De Wolfe (Cribs)

## Diamonds Look Better Around Your Neck Than a Rope
- Prima televisiva: 3 marzo 1967
- Diretto da: Sidney Lanfield
- Scritto da: R. S. Allen, Harvey Bullock

### Trama
- Guest star: John Abbott (Mr. Michaels), Linda Foster (Cris Harper), Duncan McLeod (Burk), Paul Bryar (sceriffo), Mike Mazurki (Downey), Stephen Chase (Harper)

## My Teepee Runneth Over
- Prima televisiva: 10 marzo 1967

### Trama
- Guest star: Grace Lee Whitney (Damsel), Bill Coontz (nativo americano), Michael Pate (Burning Arrow), Walter Sande (sceriffo), Jesse White (Gus)

## The Not-So-Good Train Robbery
- Prima televisiva: 17 marzo 1967

### Trama
- Guest star: Myrna Fahey (Kit Clanton), William Mims (Jethro)

## Viva Rango
- Prima televisiva: 24 marzo 1967

### Trama
- Guest star: Vito Scotti (El Carnicero), Toian Matchinga (Carmelita)

## It Ain't the Principle, It's the Money
- Prima televisiva: 31 marzo 1967

### Trama
- Guest star: Tol Avery (colonnello), Don Wilbanks (Butch Dawson), Robert J. Wilke (Walker), Henry Beckman (sceriffo)

## Shootout at Mesa Flats
- Prima televisiva: 7 aprile 1967

### Trama
- Guest star: Lane Bradford (Cole Colton), Jonathan Hole (spazzino), Sandy Kevin (Hanks)

## In a Little Mexican Town
- Prima televisiva: 14 aprile 1967

### Trama
- Guest star: Don Haggerty (sceriffo), Rodolfo Hoyos, Jr. (Gomez), Pedro Gonzalez Gonzalez (ubriaco), Michael Carr (caporale Banks), David Azar (bandito), Mike De Anda (El Diablo), Ernie Anderson (agente)

## If You Can't Take It With You, Don't Go
- Prima televisiva: 21 aprile 1967

### Trama
- Guest star: Herbie Faye (negoziante), Barry Kelley (sindaco), Martin West (Kurt Larson), Don Gazzaniga (Ranger Morgan), Tom Stern (Jay Larson)

## You Can't Scalp a Bald Indian
- Prima televisiva: 28 aprile 1967

### Trama
- Guest star: Anthony Caruso (capo Angry Bear), Muriel Landers (LIttle Sparrow)

## The Rustlers
- Prima televisiva: 5 maggio 1967

### Trama
- Guest star: Ellen Corby (Ma Brooks), Walter Burke (Pa Brooks)